# Championnat du Paraguay de football 1936
Navigation
Édition précédente Édition suivante
La 26e édition du championnat du Paraguay de football est remportée par le Club Olimpia. C’est le neuvième titre de champion du club. Olimpia l’emporte avec six points d’avance sur Atlántida Sport Club. Club Nacional complète le podium.
Au terme de la saison précédente CALT a changé de nom et s’est choisi celui de Club Atlético Corrales en souvenir d’une bataille victorieuse de la Guerre du Chaco.
Le championnat ne s’est pas déroulé en totalité : seules douze journée (incomplètes) se sont disputées. La fédération a arrêté le championnat afin de pouvoir préparer la meilleure équipe possible en vue du Championnat sud-américain des nations 1937, compétition à laquelle le pays participe pour la huitième fois. Une fois le championnat terminé, la fédération déclare Olimpia vainqueur car le club avait dominé de la tête et des épaules les douze premières journées.
Une poignée de résultats seulement est connue. Le classement général est incomplet
Le meilleur buteur du championnat est Flaminio Silva (Olimpia) avec 34 buts marqués en 12 matchs.
La deuxième division ayant été dissoute en 1935, les clubs ne participant pas à la première division se réunissent pour créer un championnat sous l’égide d’une Federación Paraguaya de Deportes. Le vainqueur de ce championnat est le Club Presidente Alvear. Ce championnat perdurera jusqu’en 1950 et deviendra de fait l’équivalent d’une deuxième division.

## Les clubs de l'édition 1936
| \| Asuncion: · Olimpia · Nacional · Sol de América · Guaraní · Cerro Porteño · River Plate · Atlántida · Corrales Asuncion Club Presidente Hayes Club Sportivo Luqueño \| Localisation des clubs engagés dans le championnat. |
| Asuncion: · Olimpia · Nacional · Sol de América · Guaraní · Cerro Porteño · River Plate · Atlántida · Corrales Asuncion Club Presidente Hayes Club Sportivo Luqueño                                                           |

| Club                   | Stade | Capacité | Ville    |
| ---------------------- | ----- | -------- | -------- |
| Atlántida Sport Club   | -     | -        | Asuncion |
| Club Atlético Corrales | -     | -        | Asuncion |
| Club Cerro Porteño     | -     | -        | Asuncion |
| Club Guaraní           | -     | -        | Asuncion |
| Club Libertad          | -     | -        | Asuncion |
| Club Nacional          | -     | -        | Asuncion |
| Club Olimpia           | -     | -        | Asuncion |
| Club Presidente Hayes  | -     | -        | Tacumbu  |
| Club River Plate       | -     | -        | Asuncion |
| Club Sol de América    | -     | -        | Asuncion |
| Sportivo Luqueño       | -     | -        | Luque    |

## Compétition

### Classement
| Rang | Équipe                 | Pts | J  | G  | N | P | Bp | Bc | Diff |
| ---- | ---------------------- | --- | -- | -- | - | - | -- | -- | ---- |
| 1    | Club Olimpia           | 21  | 12 | 10 | 1 | 1 | .  | .  | 0    |
| 2    | Atlántida Sport Club   | 15  | 12 | .  | . | . | .  | .  | 0    |
| 3    | Club Nacional          | 15  | 11 | .  | . | . | .  | .  | 0    |
| 4    | Club Libertad          | 13  | ?  | .  | . | . | .  | .  | 0    |
| 5    | Sportivo Luqueño       | 13  | ?  | .  | . | . | .  | .  | 0    |
| 6    | Club Sol de América    | 11  | ?  | .  | . | . | .  | .  | 0    |
| 7    | Club Cerro Porteño (T) | 10  | ?  | .  | . | . | .  | .  | 0    |
| 8    | Club River Plate       | 10  | ?  | .  | . | . | .  | .  | 0    |
| 9    | Club Presidente Hayes  | 8   | ?  | .  | . | . | .  | .  | 0    |
| 10   | Club Atlético Corrales | 8   | ?  | .  | . | . | .  | .  | 0    |
| 11   | Club Guaraní           | 6   | ?  | .  | . | . | .  | .  | 0    |

| Légende : Qualifications et relégations | Légende : Qualifications et relégations |
| --------------------------------------- | --------------------------------------- |
|                                         | Champion du Paraguay                    |
|                                         | Relégation en deuxième division         |
|                                         | (T) : Tenant du titre (P) : Promus      |

## Bilan de la saison
| Championnat du Paraguay de football 1936                             |                         |
| Champion                                                             | Club Olimpia (9e titre) |
| Promotions et relégations                                            |                         |
| Promus en Primera División                                           | Aucun                   |
| Relégués en Championnat du Paraguay de football de deuxième division | Aucun                   |

## Statistiques

### Meilleur buteur
1. Flaminio Silva (Olimpia) 34 buts